# استاری بورتیوک
استاری بورتیوک (انگلیسی: Stary Burtyuk) یک شهرک در شهرستان کراسنوکامسکی استان باشقیرستان کشور روسیه است.